# Guillermo Castro
Guillermo Antonio Castro Orellana (San Salvador, 25 de junho de 1940) é um ex-futebolista profissional e treinador salvadorenho, que atuava como defensor.

## Carreira
SaGuillermo Castro fez parte do elenco da histórica Seleção Salvadorenha de Futebol da Copa do Mundo de 1970 e das Olimpíadas de 1968, ele atuou em uma partida na Copa, e duas na Olimpíada. 